# Pollenia violacea
Pollenia violacea este o specie de muște din genul Pollenia, familia Calliphoridae. A fost descrisă pentru prima dată de Macquart în anul 1835.
Este endemică în Italia. Conform Catalogue of Life specia Pollenia violacea nu are subspecii cunoscute.